# Tâm lý học văn hóa
Tâm lý học văn hóa là  môn nghiên cứu về cách các nền văn hóa phản ánh và định hình các quá trình tâm lý của các thành viên của họ.
Nguyên lý chính của tâm lý học văn hóa là tâm trí và văn hóa không thể tách rời và cấu thành lẫn nhau, nghĩa là con người được định hình bởi văn hóa của họ và văn hóa của họ cũng được định hình bởi các thành viên trong văn hóa đó. Như Richard Shweder, một trong những người ủng hộ chính của lĩnh vực này, viết: "Tâm lý học văn hóa là nghiên cứu về cách các truyền thống văn hóa và thực tiễn xã hội điều chỉnh, thể hiện và biến đổi tâm lý con người, dẫn đến sự thống nhất về tâm lý đối với loài người so với sự khác biệt về sắc tộc. trong tâm trí, bản thân và cảm xúc. " 

## Mối quan hệ với các ngành tâm lý học khác
Tâm lý học văn hóa thường bị nhầm lẫn với tâm lý học xuyên văn hóa. Tuy nhiên, tâm lý học văn hóa khác với tâm lý học đa văn hóa ở chỗ các nhà tâm lý học đa văn hóa thường sử dụng văn hóa như một phương tiện để kiểm tra tính phổ biến của các quá trình tâm lý hơn là xác định cách thức thực hành văn hóa địa phương hình thành các quá trình tâm lý. Vì vậy, trong khi một nhà tâm lý học đa văn hóa có thể hỏi liệu các giai đoạn phát triển của Jean Piaget có phổ biến trên nhiều nền văn hóa hay không, một nhà tâm lý học văn hóa sẽ quan tâm đến cách thức thực hành xã hội của một tập hợp văn hóa cụ thể hình thành sự phát triển của các quá trình nhận thức theo các cách khác nhau.
Nghiên cứu tâm lý học văn hóa thông báo một số lĩnh vực trong tâm lý học, bao gồm tâm lý xã hội, tâm lý học văn hóa lịch sử, tâm lý học phát triển và tâm lý học nhận thức. Tuy nhiên, quan điểm tương đối của tâm lý học văn hóa, qua đó các nhà tâm lý học văn hóa so sánh các kiểu suy nghĩ và hành vi trong và giữa các nền văn hóa, có xu hướng xung đột với các quan điểm phổ biến trong hầu hết các lĩnh vực trong tâm lý học, tìm cách đánh giá các sự thật tâm lý cơ bản phù hợp với tất cả nhân loại.